# Ферт (Ајдахо)
Ферт (енгл. Firth) град је у америчкој савезној држави Ајдахо.

## Демографија
По попису из 2010. године број становника је 477, што је 69 (16,9%) становника више него 2000. године.
| Група             | 2000.       | 2010.       |
| Белци             | 259 (63,5%) | 340 (71,3%) |
| Афроамериканци    | 1 (0,2%)    | 0 (0,0%)    |
| Азијати           | 0 (0,0%)    | 0 (0,0%)    |
| Хиспаноамериканци | 119 (29,2%) | 120 (25,2%) |
| Укупно            | 408         | 477         |